# قانون جودة الهواء

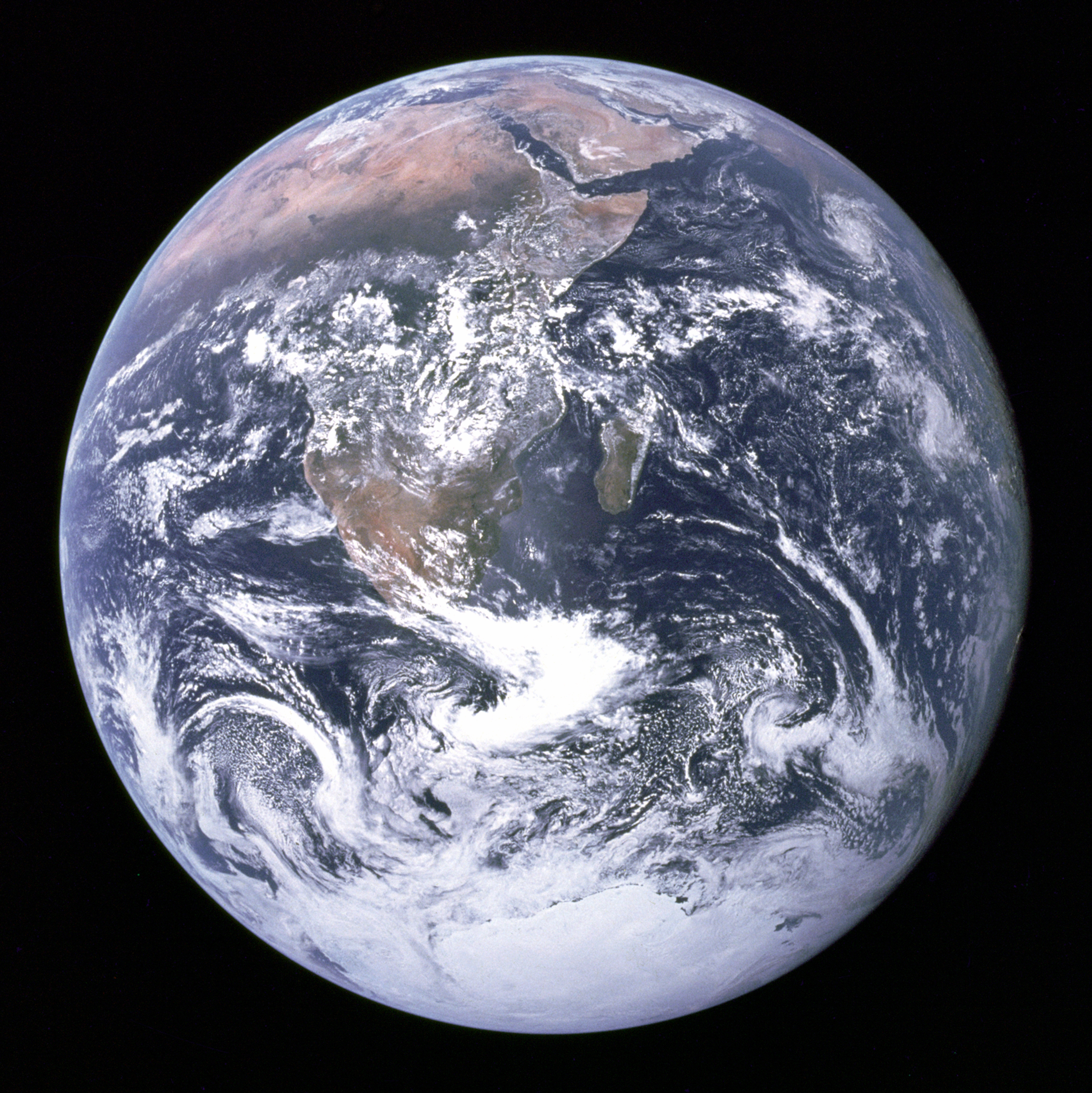

تتحكم قوانين جودة الهواء بانبعاثات ملوثات الهواء في الغلاف الجوي. يوجد مجموعة فرعية متخصصة من قوانين جودة الهواء تعمل على تنظيم جودة الهواء الداخلي. غالبًا ما تُصمم قوانين جودة الهواء خصيصًا لحماية صحة الإنسان، وذلك عن طريق الحد من تركيزات الملوثات المحمولة جوًا أو القضاء عليها. صُممت مبادرات أخرى لمعالجة المشكلات البيئية الأوسع نطاقًا، مثل القيود المفروضة على المواد الكيميائية المؤثرة على طبقة الأوزون، وبرامج تجارة الانبعاثات لمعالجة المطر الحمضي أو تغير المناخ (مثل الاحتباس الحراري). تشمل الجهود التنظيمية تحديد ملوثات الهواء وتصنيفها، ووضع حدود مستويات الانبعاثات المقبولة، وتسجيل تقنيات التخفيف اللازمة أو المناسبة.

## تصنيف ملوثات الهواء
يجب أن تحدد أنظمة نوعية الهواء المواد والطاقات التي يمكن اعتبارها «تلوثًا» بهدف الحصول على المزيد من التحكم ضمن هذا المجال. على الرغم من أن التسميات المحددة تختلف من ولاية إلى أخرى، لكن يوجد إجماع واسع بين العديد من الحكومات بشأن ما يُعتبر ملوثًا للهواء. على سبيل المثال، يعتبر قانون الهواء النظيف للولايات المتحدة الأمريكية كل من الأوزون، والجسيمات المعلقة، وأحادي أكسيد الكربون، وأكسيد النيتروجين (NOx)، وثنائي أكسيد الكبريت (SO2)، والرصاص (Pb) ملوثات «قياسية» تتطلب تنظيمًا على مستوى الدولة. حددت وكالة حماية البيئة الأمريكية أيضًا أكثر من 180 مركبًا وصنفتها على أنها ملوثات «خطرة» تتطلب مراقبة صارمة. حُددت المركبات الأخرى على أنها ملوثات للهواء بسبب تأثيرها الضار على البيئة (مثل مركبات الكلوروفلوروكربون باعتبارها عوامل مسببة لنضوب الأوزون)، وعلى صحة الإنسان (مثل الأسبست في الهواء الداخلي). قد يشمل المفهوم الأوسع لتلوث الهواء أيضًا كل من التلوث الضوضائي والتلوث الضوئي والتلوث بالرادون. شهدت الولايات المتحدة الأمريكية مؤخرًا جدلاً حول ما إذا كان يجب تصنيف ثنائي أكسيد الكربون والغازات الدفيئة الأخرى على أنها ملوثات للهواء أم لا.

## معايير جودة الهواء
معايير جودة الهواء، هي معايير قانونية أو متطلبات متحكمة بتركيزات ملوثات الهواء في هواء التنفس، سواء كان هواءً طلقًا أو هواءً داخليًا. يُعبر عن هذه المعايير عمومًا على أنها مستويات من ملوثات الهواء المحددة التي تُعتبر مقبولة في البيئة الهوائية المستهدفة، وغالبًا ما تُصمم لتقليل أو تلافي آثار تلوث الهواء على صحة الإنسان، على الرغم من أنه يمكن أيضًا النظر في آثارها الثانوية مثل تلف المحاصيل والأبنية. يتطلب تحديد معايير جودة الهواء المناسبة عمومًا بيانات علمية حديثة حول التأثيرات الصحية للملوثات قيد المراجعة، مع معلومات محددة عن أوقات التعرض لهذه الملوثات والمجموعات السكانية الحساسة. كما يتطلب عمومًا مراقبة دورية أو مستمرة لجودة الهواء.
على سبيل المثال، وضعت وكالة حماية البيئة الأمريكية لجنة معايير جودة الهواء (NAAQS). حددت هذه اللجنة عتبات البلوغ بالنسبة لثنائي أكسيد الكبريت، والجسيمات المعلقة (PM10 وPM2.5)، وأحادي أكسيد الكربون، والأوزون، وأكاسيد النيتروجين والرصاص (Pb) في الهواء الطلق في جميع أنحاء الولايات المتحدة. تدير إدارة السلامة والصحة المهنية في الولايات المتحدة مجموعة أخرى من المعايير للهواء الداخلي في أماكن العمل.
يمكن التمييز بين معايير جودة الهواء الإلزامية والمعايير المُتطلع إلى تحقيقها. على سبيل المثال، يجب على حكومات الولايات الأمريكية العمل في سبيل تحقيق ما تحدده لجنة معايير جودة الهواء، ولكنها غير مُلزمة بتنفيذها. من ناحية أخرى، قد يُطلب من أصحاب العمل التصحيح الفوري لأي انتهاك لمعايير جودة هواء التي حددتها إدارة السلامة والصحة المهنية في مكان العمل.

## معايير الانبعاث
معايير الانبعاث، هي المتطلبات القانونية التي تتحكم بملوثات الهواء المنبعثة في الغلاف الجوي. تضع معايير الانبعاث حدًا كميًا للمقدار المسموح به من ملوثات الهواء المحددة التي قد تنطلق من مصادر معينة عبر أطر زمنية معروفة. وهي مصممة بشكل عام لتحقيق معايير جودة الهواء وحماية حياة الإنسان.
توجد طرق عديدة لتحديد معايير الانبعاث المناسبة، ويمكن اتباع نُهج تنظيمية مختلفة اعتمادًا على المصدر، والصناعة، وملوث الهواء قيد المراجعة. يمكن وضع حدود معينة بالرجوع إلى حدود معايير جودة الهواء الأكثر عمومية والاعتماد عليها. يمكن تنظيم مصادر محددة عن طريق معايير الأداء، وبمعنى آخر، الحدود العددية لانبعاث ملوث محدد من فئة المصدر نفسه. قد يفرض المنظمون أيضًا اعتماد واستخدام تقنيات تحكم محددة، وغالبًا ما يكون ذلك بالرجوع إلى الجدوى والوفرة والتكلفة. ما يزال من الممكن وضع معايير أخرى باستخدام معيار الأداء؛ على سبيل المثال، مطالبة كل نوع معين من المنشآت بالتقيد بحدود الانبعاثات التي حققتها أفضل منشأة في مجموعة المنشآت المنشآت المتشابهة بالأداء. يمكن تعديل كل هذه الطرق من خلال دمج متوسط الانبعاثات، وآليات السوق مثل تجارة الانبعاثات، والبدائل الأخرى.
على سبيل المثال، تُستخدم كل هذه الأساليب في الولايات المتحدة الأمريكية. تستخدم وكالة حماية البيئة الأمريكية (المسؤولة عن تنظيم جودة الهواء على المستوى الوطني بموجب قانون الهواء النظيف في الولايات المتحدة الأمريكية) معايير الأداء بموجب برنامج معايير أداء المصدر الجديد (NSPS)، وقد حُددت متطلبات التكنولوجيا بموجب معايير كل من تكنولوجيا التحكم المتاحة بشكل معقول (RACT)، وأفضل تكنولوجيا تحكم متاحة (BACT)، وأدنى معدل انبعاث قابل للتحقيق (LAER). تُطبق بدائل المرونة في برامج الولايات المتحدة الأمريكية للتخلص من المطر الحمضي وحماية طبقة الأوزون وتحقيق معايير الإجازة وتقليل انبعاثات غازات الدفيئة.